# Xàraf-ad-Din at-Tussí
Xàraf-ad-Din at-Tussí (àrab: شرف الدين المظفر بن محمد الطوسي)  (Tus, c. 1135 - Bagdad, 1213), de nom complet Xàraf-ad-Din al-Mudhàffar ibn Muhàmmad at-Tussí, va ser un matemàtic persa de finals del segle xii i començaments del segle xiii, conegut, abreviadament, com a at-Tussí.

## Vida
Només es coneixen detalls de la seva vida. Segons l'historiador del segle xiii Ibn Abi-Ussaybia va ser «excel·lent en matemàtiques i en geometria, no havent-n'hi altre igual en el seu temps». Va ensenyar matemàtiques a diferents llocs; així, entorn el 1165 era a Damasc. Poc després estava a Aleppo on hi va romandre no menys de tres anys. Anys després va ser a Mosul on va ser mestre de Kamal-ad-Din ibn Yunus qui, després ho seria de Nassir-ad-Din at-Tussí, potser el més destacat dels matemàtics àrabs. Quan Saladí va capturar Damasc el 1174, Xàraf-ad-Din va retornar a l'Iran i va donar classes a Bagdad fins a la fi dels seus dies. La seva reputació era tan bona que molts alumnes es desplaçaven de llocs ben llunyans només per assistir a les seves lliçons.

## Obra
Xàraf-ad-Din at-Tussí va ser un continuador de l'obra algebraica d'Omar Khayyam. Fonamentalment va millorar els mètodes de resolució de les equacions cúbiques, classificant-les en vint-i-cinc tipus diferents i agrupant-les en tres grups:
- El primer consisteix en les equacions que es poden reduir a quadràtiques.
- El segon consisteix en els vuit tipus que sempre tenen almenys una solució positiva.
- El tercer són les altres, que poden o no tenir solució positiva depenent del valor dels seus coeficients.[5]

Per al segon grup segueix el mateix procediment que Omar Khayyam, intersecant dues seccions còniques, però va més enllà del seu predecessor donant una acurada descripció de per què aquestes còniques s'intersequen de fet. En el tercer grup és on fa la seva aportació més original. Expressat en termes actuals, per a conèixer si l'equació té solucions, li cal conèixer el valor màxim d'una funció cúbica ({\displaystyle f(x)=x^{2}(b-x)\,}) i això és el que calcula sense donar gaires explicacions de la forma en què ho ha fet.
Per tot això, alguns autors han vist en la seva obra antecedents clars de l'anàlisi matemàtica perquè 1) introdueix la noció de variació local d'una funció, 2) aplica una noció primitiva de derivada i 3) utilitza gràfiques per analitzar les equacions polinomials.

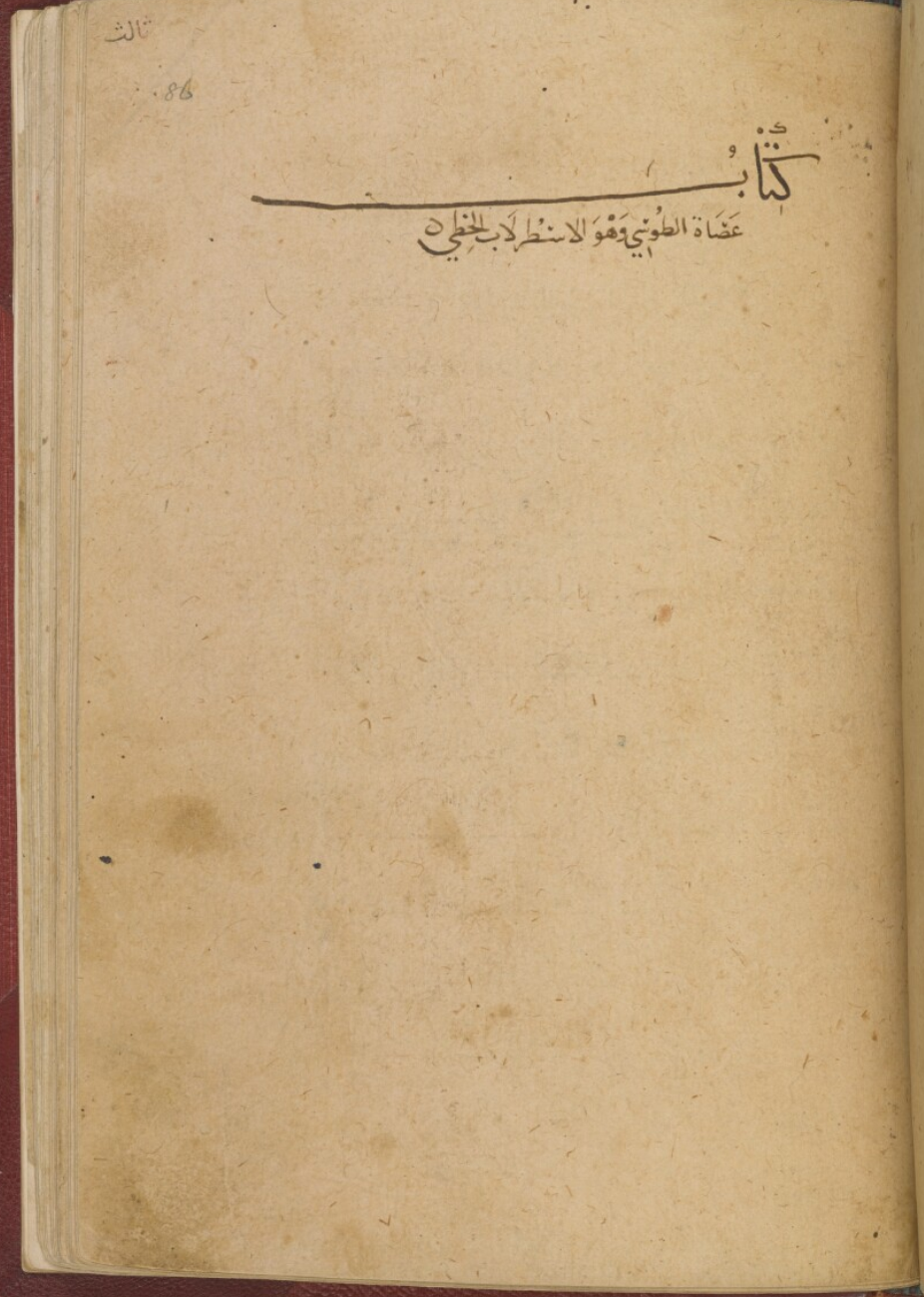
Portada d'un manuscrit àrab sobre l'astrolabi lineal.

A part dels seus treballs matemàtics (no estudiats fins al 1986) At-Tussí també va ser l'inventor d'un astrolabi lineal, sobre el qual va escriure varis tractats. Per la seva simplicitat era fàcil de construir, tot i que no era tan acurat i durador com in astrolabi clàssic, però la seva aparença poc atractiva ha fet que els col·leccionistes no s'interessessin en aquest objecte i no n'ha sobreviscut cap.